# Nábrád, Szabolcs-Szatmár-Bereg
Nábrád  este un sat în districtul Fehérgyarmat, județul Szabolcs-Szatmár-Bereg, Ungaria, având o populație de 952 de locuitori (2011). 

## Demografie
Componența etnică a satului Nábrád
     Maghiari (96,56%)
     Romi (3,44%)
Componența confesională a satului Nábrád
     Reformați (68,59%)
     Fără religie (4,2%)
     Romano-catolici (2,52%)
     Greco-catolici (1,05%)
     Necunoscută (23,21%)
     Atei (0,42%)
     Alte religii (0,95%)
Conform recensământului din 2011, satul Nábrád avea 952 de locuitori. Din punct de vedere etnic, majoritatea locuitorilor (96,56%) erau maghiari, cu o minoritate de romi (3,44%).  Din punct de vedere confesional, majoritatea locuitorilor (68,59%) erau reformați, existând și minorități de persoane fără religie (4,2%), romano-catolici (2,52%) și greco-catolici (1,05%). Pentru 23,21% din locuitori nu este cunoscută apartenența confesională.